# Jyröjärvi
Jyröjärvi är en sjö i Finland. Den ligger i kommunen Torneå i landskapet Lappland, i den norra delen av landet, 700 km norr om huvudstaden Helsingfors. Jyröjärvi ligger 132 meter över havet. Arean är 38,3 hektar och strandlinjen är 3,31 kilometer lång. Sjön  ingår i Kemi älvs huvudavrinningsområde. 